# Шитюк Микола Миколайович
Мико́ла Микола́йович Шитю́к (30 листопада 1953, с. Лиса Гора Первомайського району Миколаївської області — 1 вересня 2018, Миколаїв) — академік Української академії історичних наук, доктор історичних наук, професор, заслужений діяч науки і техніки України.

## Життєпис
Народився 30 листопада 1953 року в селі Лиса Гора Первомайського району Миколаївської області. У 1972 році закінчив Новобузьке педагогічне училище. У 1981 році історичний факультет Київського національного університету імені Т. Г. Шевченка. 1991 року захистив кандидатську дисертацію з актуальних проблем історії України періоду Великої Вітчизняної війни. Кандидат історичних наук (1991). Доктор історичних наук (2001).
З 1972 по 1973 роки працював учителем історії та географії Водяно-Лоринської восьмирічної школи Єланецького району. У 1973—1975 рр. проходив строкову службу в армії. З 1975 по 1977 вчителював в Ясногородській восьмирічній школі Єланецького району. З 1977 по 1979 вчитель історії та суспільствознавства Софіївської середньої школи Новобузького району Миколаївської області.
З 1979 по 1984 та 1986 по 1993 роки на партійній та виконавчій роботі в містах Новий Буг та Первомайськ.
Протягом 1984—1986 рр. працював директором Новобузької школи №1.
З 1993 року працює в місті Миколаєві на посадах доцента, завідувача кафедри, професора і декана факультету.
У лютому 2004 року став директором Миколаївського навчально-наукового інституту Одеського національного університету ім. І. І. Мечнікова, одночасно завідувач кафедри політології.
Постійний учасник міжнародних, всеукраїнських, регіональних наукових та науково-практичних конференцій.
У 2008—2018 роках очолював Навчально-науковий інститут історії та права Миколаївського національного університету імені В. О. Сухомлинського.
1 вересня 2018 року трагічно загинув від рук убивці в місті Миколаєві.

## Наукові інтереси
До наукових захоплень ученого зокрема належали такі проблеми минулого: голод 1921-1923, 1932-1933, 1946-1947 років, колективізація, націоналістичне підпілля на півдні УРСР, діяльність партизанських та підпільних організацій в роки Великої Вітчизняної війни тощо.

## Автор
- понад 200 наукових праць, які вийшли друком у 12 країнах світу, в тому числі в США, Німеччині, Польщі, Білорусі, Росії.
- Микола Шитюк. Лиса Гора. Історико-краєзнавчий нарис. — Миколаїв, 2006. — 186с. ISBN996-337-025-3
- М. М. Шитюк, Є. Г. Горбуров, К. Є. Горбуров. Слава і гордість Миколаївщини. 75-річчю утворення Миколаївської області присвячується [Архівовано 10 серпня 2014 у Wayback Machine.] — Миколаїв: Видавець П. М. Шамрай., 2012. — С. 203—204]
- О. М. Гаркуша, Є. Г. Горбуров, І. Т. Кіщак, Ю. В. Котляр, П. І. Соболь, М. М. Шитюк, В. П. Шкварець. Голод — геноцид 1932—1933 років на території Миколаївщини: погляди істориків, очевидців, архівні матеріали (до 70-річчя трагедії). — Миколаїв : Вид-во МДГУ ім. П. Могили, 2003.
- Національна книга пам'яті жертв Голодомору 1932—1933 років в Україні. Миколаївська область.

## Нагороди і почесні звання
- Орден «За заслуги» 3-го ступеня
- Заслужений діяч науки і техніки України (19.09.2002)[5]
- Лауреат премії імені Миколи Аркаса (2002)[6]
- Орден святого рівноапостольного князя Володимира Великого 3-го ступеня
- Нагрудний знак «Відмінник освіти України» (1998)
- Нагрудний знак «За наукові досягнення» (2008)
- Нагрудний знак «А. С. Макаренко» (2010)
- Нагрудний знак «Петро Могила» (2010)
- Грамота Президії Верховної Ради України (2010)[4]
- Почесний краєзнавець України (2015)